# Buceș
Buceș es una comuna ubicada en el distrito de Hunedoara, Rumania.

## Superficie
Cuenta con una superficie de 122,8 kilómetros cuadrados.

## Demografía
Hasta 2021 la población era de 1595 habitantes, con una densidad de población de 12,99 habitantes por kilómetro cuadrado.